# Carlos Hernández Pezzi
Carlos Hernández Pezzi (Madrid, 1949-Málaga, 18 de octubre de 2019) fue un arquitecto y político español.

## Biografía

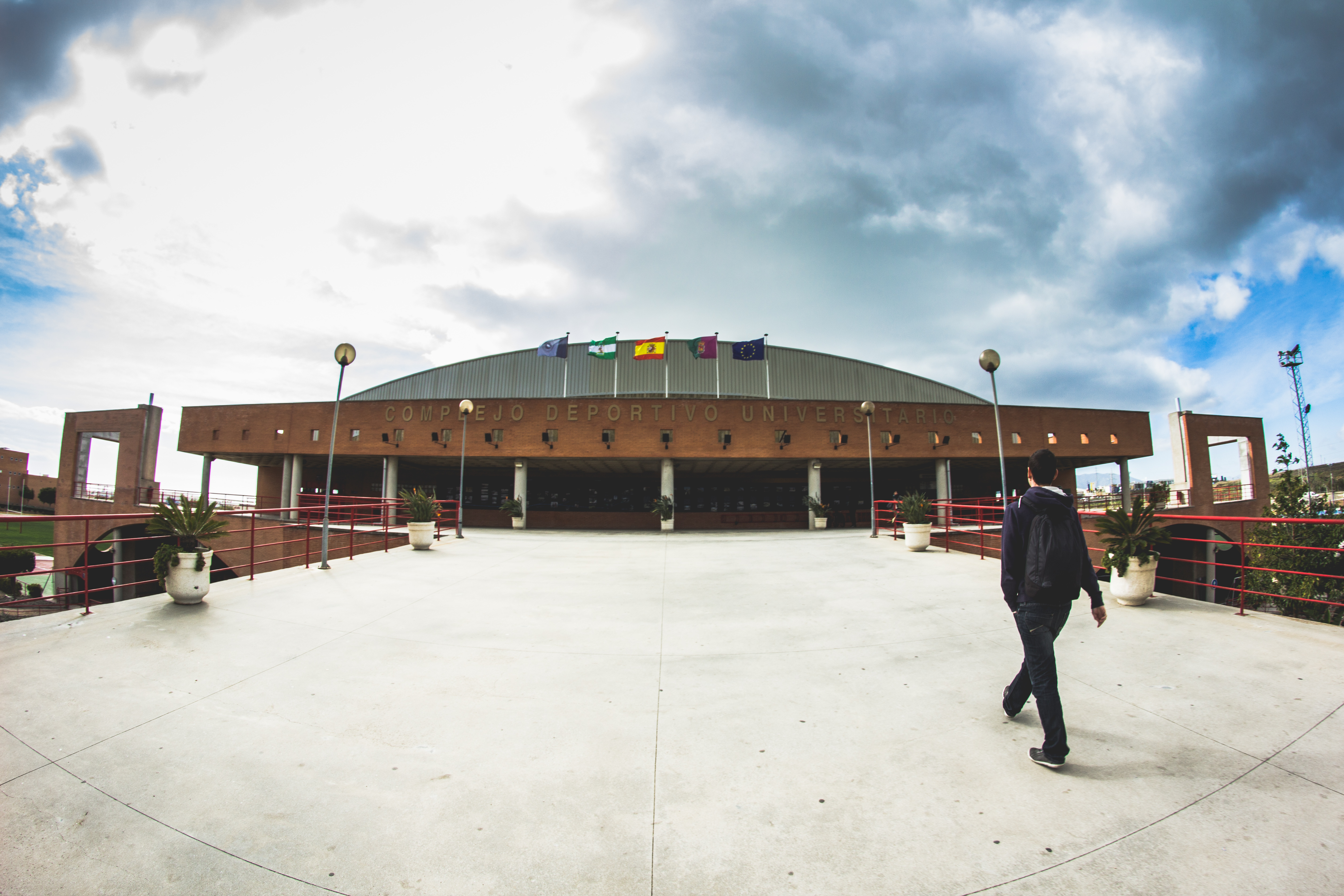
Complejo deportivo de la UMA.

Graduado por la Escuela Superior de Arquitectura de Madrid en 1978, fue arquitecto municipal de Málaga y de Fuengirola así como director de la oficina de planeamiento de la Diputación de Málaga, decano del Colegio de Arquitectos de Andalucía Oriental y académico de Bellas Artes de San Fernando. Ocupó la presidencia del Consejo Superior de Colegios de Arquitectos de España durante los años 2002 a 2009.  Muy sensible a la preocupación por el cambio climático, siendo presidente del CSCAE  promovió en 2007 la creación de la asociación ASA, Asociación Sostenibilidad y Arquitectura.
Dos de sus obras más conocidas fueron el Complejo Deportivo de la Universidad de Málaga (1994) y el Centro de Ciencia y Tecnología del Parque Tecnológico de Andalucía (2002). 
Fue el fichaje estrella del PSOE por la candidatura de Málaga en las elecciones municipales de 2011, abandonando posteriormente el grupo en el que actuaba como portavoz de la oposición. Permaneció como concejal no adscrito después de varios meses de desavenencias con la portavoz socialista María Gámez. En los últimos años mantuvo un perfil reivindicativo, lo que le llevó a estar envuelto en polémicas. Fue de las pocas opiniones que refrendó la remodelación de 2002 del eje Prado-Recoletos, y mostró un fuerte apoyo al proyecto de Rafael Moneo en Hoyo de Esparteros que incluía el derribo y posterior reconstrucción del edificio "La Mundial", siendo de las únicas veces que estuvo de acuerdo con la Gerencia de Urbanismo del Ayuntamiento de Málaga. Tuvo enfrentamientos con sectores eclesiásticos locales por insinuar que una estatua de Juan Bosco parecía un monumento a la pederastia.
En el año 2015 formó parte del partido político Podemos, después de haber presentado su baja de militancia del PSOE tras una década. Participó en la campaña de las Elecciones generales de 2015, y asumió las funciones de asesorar a los diputados del nuevo grupo parlamentario en el Congreso. Se presentó como senador de Unidos Podemos para las elecciones generales de junio de 2016.
En 2019 falleció a los setenta años a causa de un cáncer tras varias semanas ingresado en el Hospital Regional de Málaga (antiguo hospital Carlos Haya).

## Obra escrita
- La ciudad compartida (CSCAE, 1998)
- Ciudades contra burbujas (Catarata, 2010)
- Alternativas a la ciudad caótica (Muñoz Moya, 2017)
- Turismo. Truco o trato: Políticas públicas y urbanas para el turismo de masas (Catarata, 2018)